# Бараньяи, Янош
Я́нош Баранья́и (венг. Baranyai János; род. 24 июня 1984, Орослань) — венгерский дзюдоист и штангист.

## Биография
Член спортивного клуба «Орослань». Ранее занимался дзюдо, но позднее перешёл в тяжёлую атлетику. Дебют состоялся на чемпионатах мира 2006 и 2007 годов в категории до 77 кг. И там, и там Янош занял только 33-е место.
На Олимпийских играх 2008 года с Яношем произошёл несчастный случай: пытаясь поднять штангу массой 148 кг, Янош вывихнул правый локоть, вследствие чего был немедленно снят с соревнований. Как он заявляет, страховая компания выплатила ему всего 14 долларов после этого. В память о произошедшем он сделал себе татуировку с логотипом игр на правой руке.
После курса реабилитации, который продолжался два года, Янош вернулся в тяжёлую атлетику и принял участие в 2010 году в чемпионате Европы в Минске и чемпионате мира в Анталье. Результаты составили 7-е и 15-е место соответственно в категории до 85 кг.